# Gametis histrio
Gametis histrio är en skalbaggsart som beskrevs av Olivier 1789. Gametis histrio ingår i släktet Gametis och familjen Cetoniidae. Inga underarter finns listade i Catalogue of Life.